# Leinstrand
Leinstrand is een voormalige gemeente in Noorwegen. De gemeente lag in de toenmalige fylke Sør-Trøndelag. De gemeente ontstond in 1837 als formannskapsdistrikt. In 1964 werd de gemeente toegevoegd aan Trondheim.
Leinstrand ligt ten zuiden van de stad Trondheim aan de rivier de Gaula. De dorpskerk dateert uit 1673. Lisbet Nypan, de laatste vrouw die in Noorwegen werd verbrand wegens hekserij, kwam uit Leinstrand. Bij een van de scholen in het dorp staat een standbeeld van haar. 

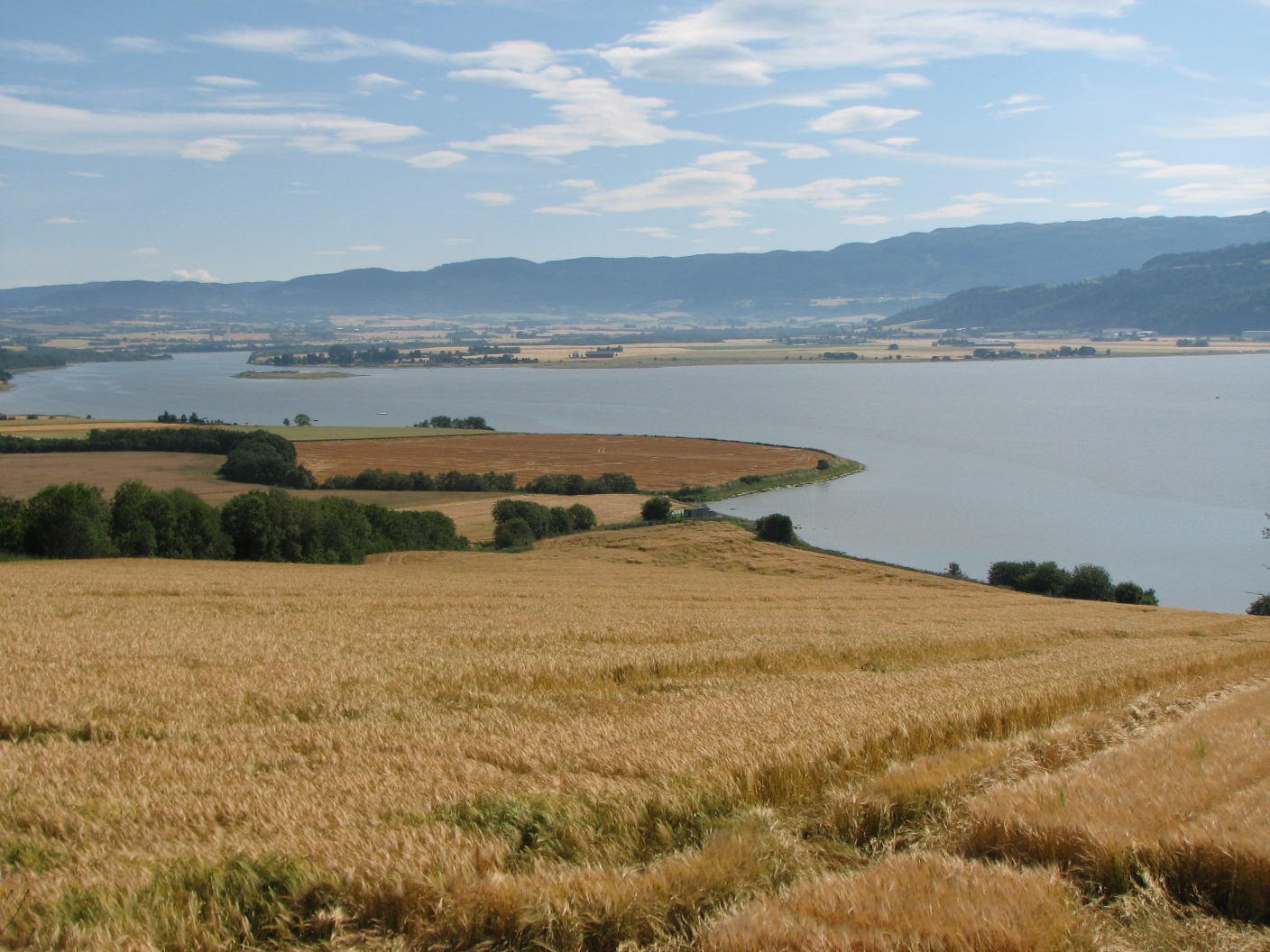
Monding van de Gaula